# Ruch Oporu Armii Krajowej
Ruch Oporu Armii Krajowej (ROAK) – nazwa wielu lokalnych organizacji podziemia niepodległościowego powstałych w Polsce w latach 1945–1948, powoływanych przez byłych żołnierzy Armii Krajowej na terenie całego kraju i nawiązujących do programu, form organizacyjnych i tradycji Armii Krajowej jako wojska Polskiego Państwa Podziemnego.

## Historia
Z czasem powoływano rejony, obwody i sztaby wojewódzkie ROAK. Oddziały ROAK były tworzone w celach samoobrony, jednak również do walki z Armią Czerwoną i z oddziałami KBW oraz MO. Walczyły też z funkcjonariuszami Ministerstwa Bezpieczeństwa Publicznego.
Najsilniejsze ośrodki ROAK istniały na terenie Polski centralnej i wschodniej (w powojennych granicach). Na terenie Mazowsza do ważniejszych struktur ROAK należały:
- Obwód „Mewa” – obwód ROAK powołany w połowie 1945 roku w byłym Obwodzie Radzymin AK przez por. Józefa Marcinkowskiego „Łysego”[2]
- Obwód „Rybitwa” – obwód ROAK obejmujący tereny powiatów: sochaczewskiego, gostynińskiego i łowickiego. W skład Obwodu wchodził powstały na przełomie 1945/1946 na terenie powiatu gostynińskiego Oddział ROAK Władysława Dubielaka, powołany z inicjatywy Henryka Jóźwiaka „Groźnego” i dowodzony przez Władysława Dubielaka „Myśliwego”[3]
- na terenie powiatów gostynińskiego i sochaczewskiego działał również Oddział ROAK Józefa Mickiewicza dowodzony przez Józefa Mickiewicza „Iskrę”. Oddział ten nie wchodził w skład Obwodu „Rybitwa”[4]
- batalion terenowy „Znicz” dowodzony przez kpt. Pawła Nowakowskiego „Łysego” (w czasie okupacji komendanta Obwodu Mława Działdowo AK)[5]
- Obwód „Las” (Przasnysz) – dowodzony przez Zacheusza Nowowiejskiego „Jeża”
- Obwód „ZOO” (Maków Mazowiecki) – dowodzony przez Stefana Kołodziejskiego „Pumę” (w październiku 1945 roku oficer ten ujawnił się, destabilizując prace swojego obwodu, którego aktywa organizacyjne rozpadły się lub przeszły do „XVI” Okręgu NZW)
- Obwód „Maciejka” (Pułtusk) – dowodzony przez Wiktora Karłowicza „Kruka”, „Łatę” (do września 1945 roku), Konstantego Kociszewskiego „Plona”, „Górkę” (do lutego 1946 roku) i Mieczysława Żebrowskiego „Kordiana” (do lipca 1946 roku)[5]
- inne struktury:
  - Młodzież Armii Krajowej[6]

Do innych struktur, poza Mazowszem, należały m.in.:
- lubelskie oddziały partyzanckie dowodzone przez cichociemnego Hieronima Dekutowskiego „Zaporę” i Zdzisława Brońskiego „Uskoka”
- oddział partyzancki Antoniego Hedy „Szarego” działający na terenie Kielecczyzny i Radomszczyzny
- struktura na terenie Inspektoratu Łódź AK i Pabianic organizowana przez cichociemnego Adama Trybusa
- grupa dywersyjna na terenie Tarnowa i okolic[7]
- oddział partyzancki „Ścigacz” na terenie powiatu bocheńskiego[8].